# 東大嶼都會

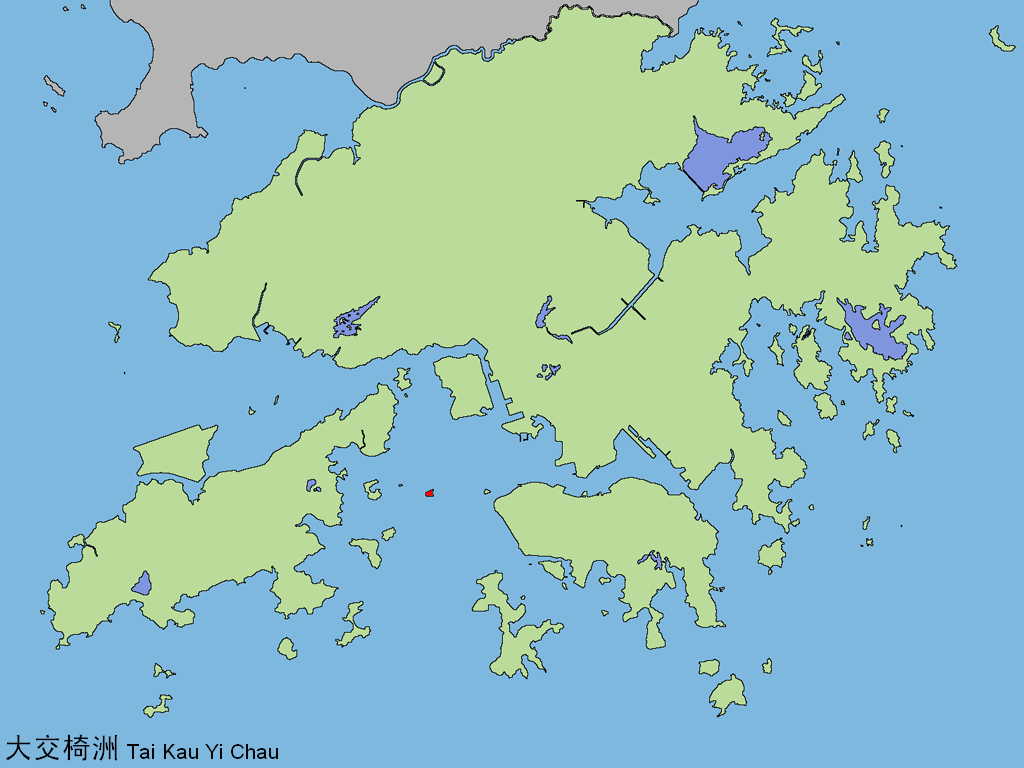
交椅洲在香港地理上的位置（紅色部份）。

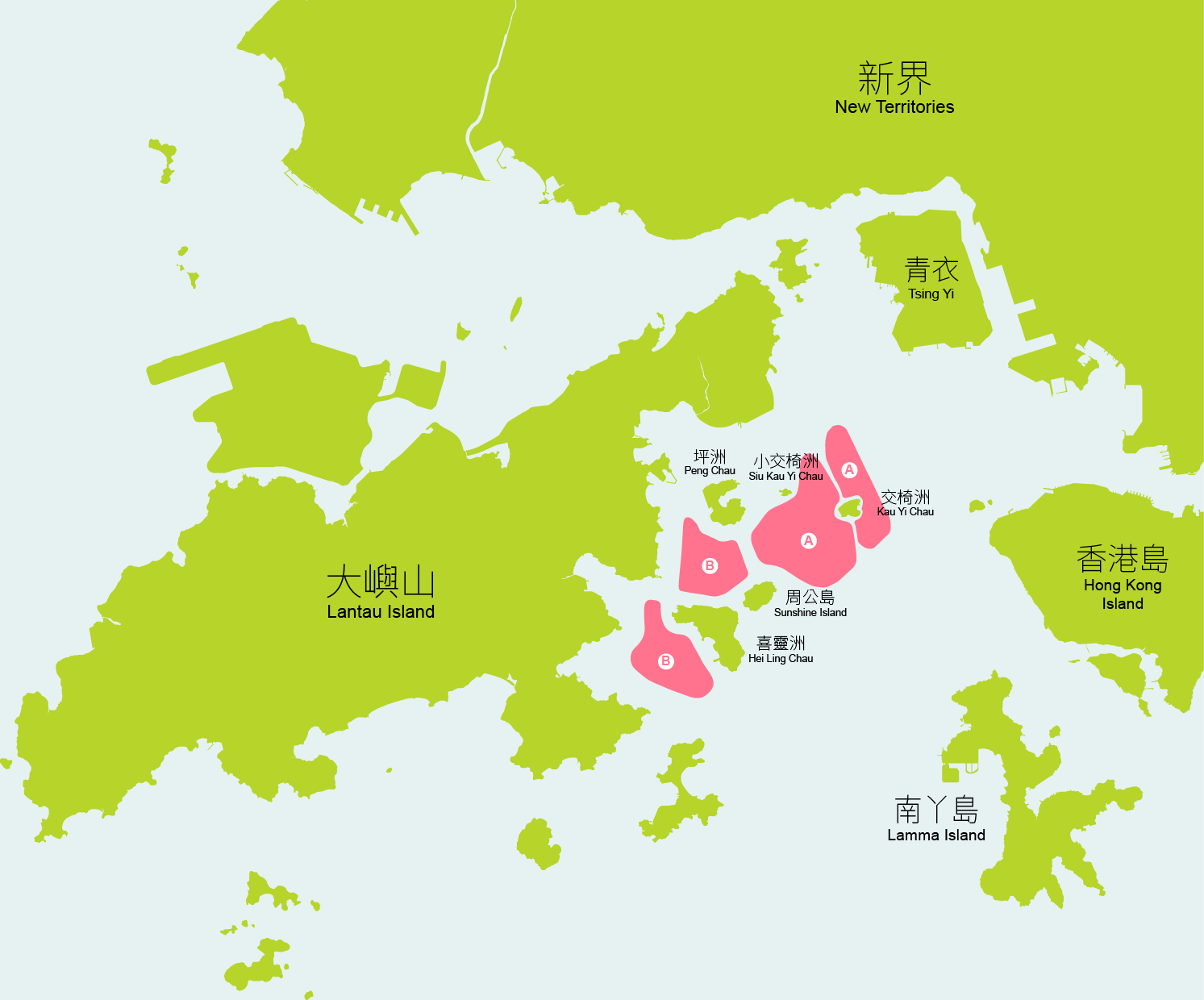
明日大嶼提出的東大嶼都會規劃

東大嶼都會（英語：East Lantau Metropolis；人工島暫時稱為中部水域人工島（英語：Artificial Islands in the Central Waters））是香港一項尚在倡議階段的發展計劃，於2014年1月15日由時任香港行政長官梁振英在《2014年度香港行政長官施政報告》首次公布。香港政府將研究於大嶼山東北部與港島西之間的中部水域（包括交椅洲一帶）填海約1,400至2,400公頃以興建人工島，建設成香港繼中環和東九龍以外，第三個核心商業區。這個填海項目及後在2018年度《施政報告》中被正式宣布為明日大嶼願景（Lantau Tomorrow Vision），簡稱「明日大嶼」中的一項主要建議。
整個「明日大嶼」項目政府計劃在交椅洲和喜靈洲附近分階段填海，建造合共約1,700公頃的多個人工島。透過填海所得的土地儲備，可規劃用作興建26至40萬個住宅單位，供70萬至110萬人口居住，其中七成為公營房屋 。除人工島填海外，「明日大嶼願景」亦包括近岸填海、興建策略性交通基建及升級現有道路基建等工程。

## 選址

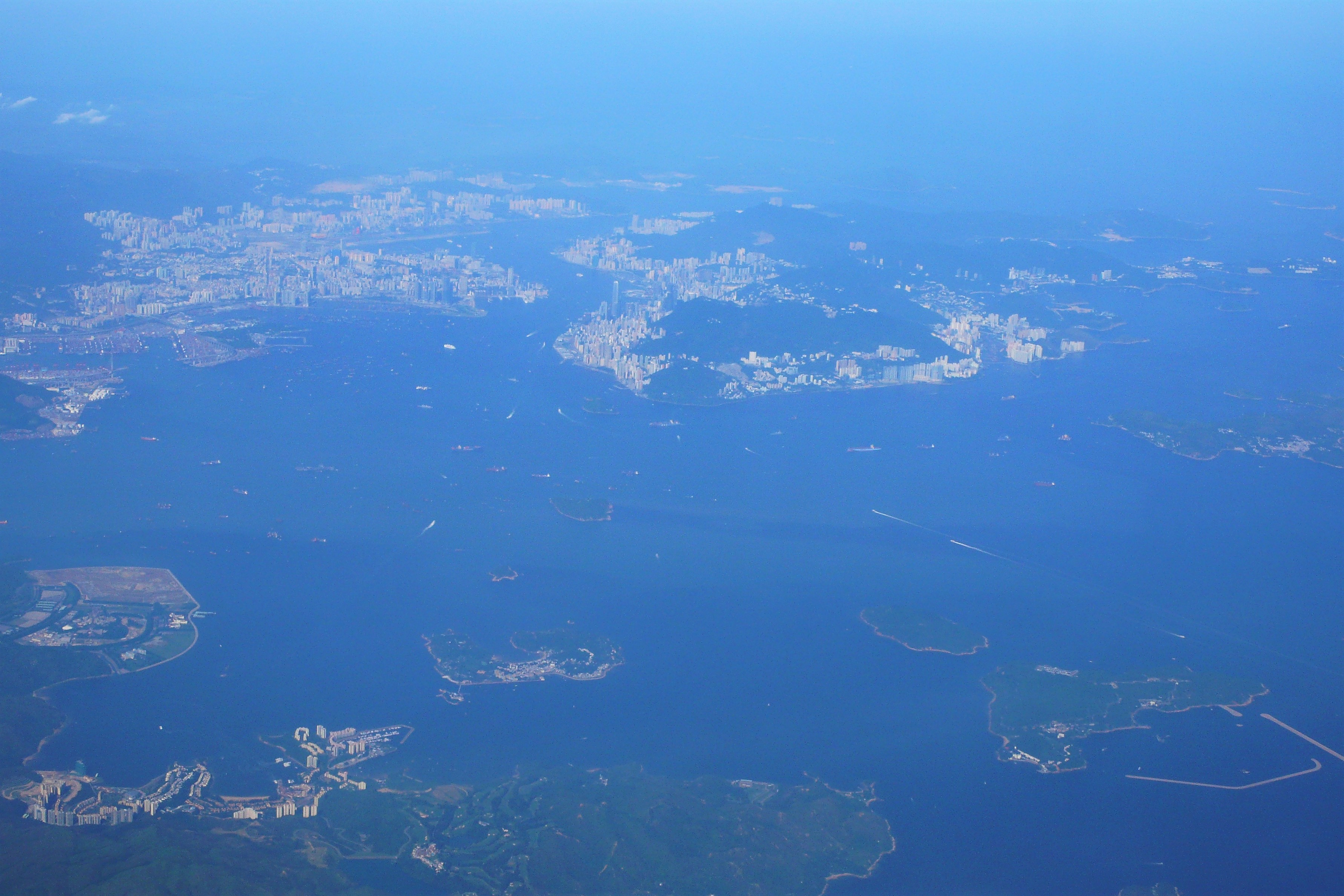
「東大嶼都會」计划于交椅洲、喜靈洲附近海域（图片右下方）进行填海

擬議的東大嶼都會位於大嶼山東部與港島西之間的水域，包括交椅洲和喜靈洲一帶，並會利用現時在梅窩未獲充分利用的土地。計劃同時將興建道路和鐵路連接大嶼山、香港島和新界。發展局的文件指出，東部水域被具備高度生態價值的海岸線包圍；西部水域亦受到多項大型基礎設施（例如港珠澳大橋及人工島口岸，以及將會於未來實行的《香港國際機場2030規劃大綱》）所限制，故此在中部水域興建人工島相對較為合適。

## 歷史

### 沿革
1970年代香港政府有意在赤鱲角建設新機場時，便已有發展大嶼山的構想。1980年代初期，政府曾進行《北大嶼山發展研究》（North Lantau Development Investigation，簡稱NLDI）研究，在1983年發佈的NLDI第二階段研究的草擬最終報告中，有一建議在梅窩及坪洲一帶的水域填海發展東大嶼（East Lantau Island）新市鎮，容納近70萬人口，並有隧道連接港島，是為「中部水域人工島」的雛形。
1980年代後期，香港政府也有在竹篙灣及交椅洲一帶填海發展港口的計劃，並透過10號幹線的建設，連接北大嶼山、青龍頭、青洲及香港島西部等地；但後來計劃因貨運增長放緩，以及保護海港條例生效等因由而擱置，竹篙灣最終成為了迪士尼樂園的選址，10號幹線中的青龍大橋亦未有興建。1987年長江集團和合和實業主席胡應湘曾向政府提交「西部港灣—大嶼山重要發展計劃」文件，當中的發展概念也跟政府的港口發展計劃雷同。
2011年，發展局、土木工程拓展署及規劃署展開《優化土地供應策略：維港以外填海及發展岩洞》的研究，以評估透過在維多利亞港以外填海及發展岩洞以改進土地供應的可行性；初步評估在中部水域有發展人工島的潛力。而該研究在2013年進行第二階段公眾參與活動時，政府只集中諮詢市民有關五個維港以外填海選址（馬料水、青衣西南、陰澳、小蠔灣、龍鼓灘），但未有詳細闡述人工島的選址，僅以一個三角形的廣大水域去標示。可是後來出版的技術報告，明確指出交椅洲是人工島之考慮選址之一。

### 提出建設東大嶼都會的建議
2014年1月15日，時任行政長官梁振英在立法會上宣讀《2014年度香港行政長官施政報告》，公布東大嶼都會之計劃，表示政府將會研究進一步開發大嶼山東部對開水域及鄰近地區，建立東大嶼都會，以容納新增人口，並且作為中區及九龍東（於2010年代起透過《起動九龍東》轉型中）以外、香港第三個核心商業區。同年2月26日，時任財政司司長曾俊華在立法會上宣讀《2014年至2015年度香港政府財政預算案》，再次提及東大嶼都會，表示香港政府將會盡快展開有關研究。

### 策略性研究及勘測工程
2014年3月，「東大嶼都會」概念提出僅兩個月，發展局向立法會發展事務委員會申請進行中部水域人工島策略性研究的撥款，研究涉及2億2,690萬港元。策略性研究及勘探工程包括研究工程之可行性、基建設施、填海範圍、土地用途、交通連接、評估港口運作、海上交通安全、對環境及漁業所造成的影響。同年4月7日，撥款申請以10票贊成、3票反對結果獲得通過，提交予立法會工務小組委員會審議。撥款於工務小組審議時，議員就計劃的多項內容仍有疑問，討論未能達成共識。在顧及當前有其他工務項目更急切需要撥款的情況下，發展局於同年11月26日暫時撤回申請。政府已計劃把撥款申請重新呈交發展事務委員會作審議，預料將在2018年第三季作討論。

### 香港2030+

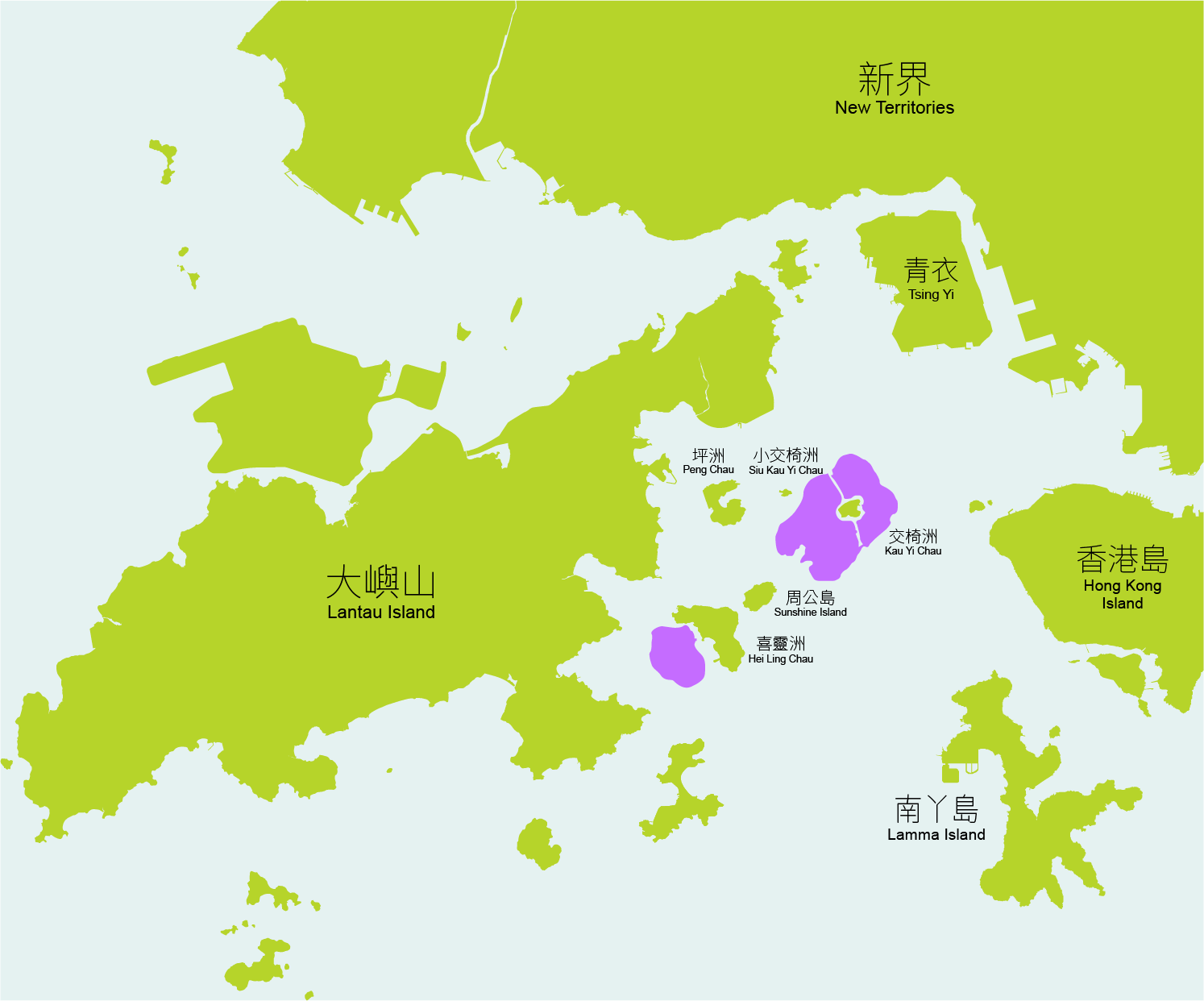
香港2030+中提及的「東大嶼都會」

「東大嶼都會」自2014年提出以來，一直未有進行任何公眾諮詢，但在2016年初大嶼山發展諮詢委員會發佈的「全民新空間」工作報告裡，「東大嶼都會」已被視為用作「長遠策略性增長區」的空間規劃框架。2016年10月27日，政府發佈「香港2030+：跨越2030年的規劃遠景與策略」（簡稱「香港2030+」），「東大嶼都會」被列作香港其中一個策略增長區。香港2030+的公眾參與活動至2017年4月止，當中的資料文件指出興建東大嶼都會需面對生態、環境、海上交通航道、漁業資源等限制。原本香港2030+的公眾參與報告預計在2018年上半年發佈，但至今仍未有回音。

### 明日大嶼願景
第四任行政長官林鄭月娥在《2018年度香港行政長官施政報告》提出《明日大嶼願景》計劃，落實東大嶼都會人工島填海計劃，規模達1,700公頃，政府消息初步估算工程成本約5,000億港元，交椅洲和喜靈洲一帶的4個中部水域人工島，填海面積由1,000公頃增至1,700公頃，料建26萬至40萬個住宅單位，容納70萬至110萬人居住，最快2032年可入住。

### 團結香港基金「強化東大嶼都會」計劃

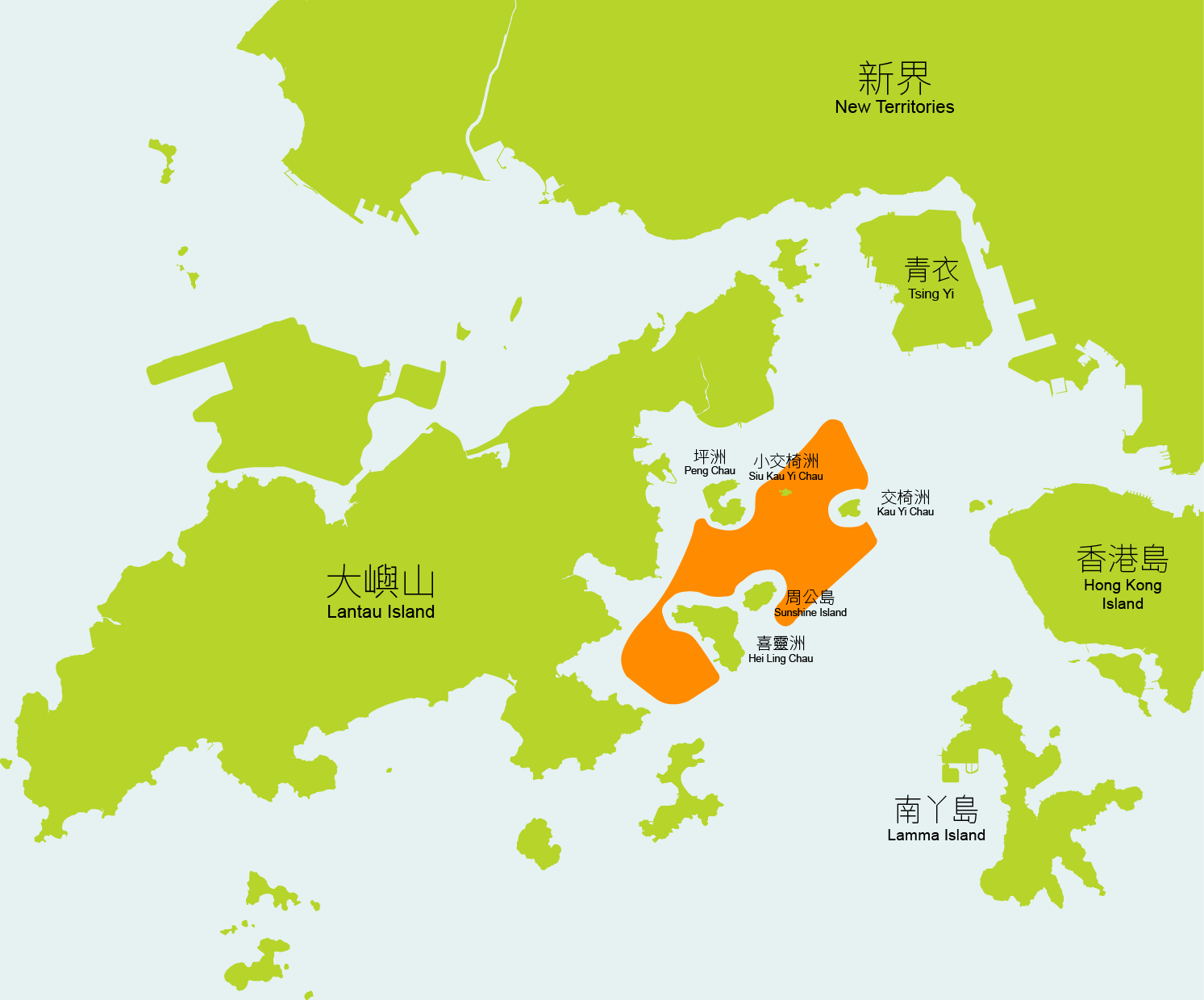
團結香港基金提出的「強化東大嶼都會計劃」

由前行政長官董建華擔任主席的智庫團結香港基金提出發展加強版的東大嶼都會，建議增大填海規模，在交椅洲、喜靈洲及坪洲之間的水域構築面積約2,200公頃的人工島，面積相等於逾半個九龍，更指要促成粵港澳大灣區一小時生活圈。

### 公眾諮詢
政府表示當局在公眾諮詢期間在10個地點舉辦展覽，合共約16000人次參觀；同時舉辦30多場簡介會，與1700多名相關地區和界別的持分者以面談或網上形式交流，並設立專題網頁，錄得逾二萬次瀏覽。而政府收到約7800份公眾意見，約6成表示支持項目、反對佔約兩成半、約一成半沒有明顯立場。當中60多份來自團體或組織。發展局長甯漢豪認為，六成意支持屬鼓舞，並指出項目獲得一定支持下，政府才規劃及研究，公眾應著眼如何做好，並非辯論「做與唔做」，希望2023年第四季開展環評法定程序。

## 經濟效益
林鄭月娥在施政報告演辭中表示，大嶼山是香港面積最大的島嶼，香港國際機場坐落於此，是香港通往世界各地的大門，配合港珠澳大橋，香港與其他粵港澳大灣區城市的交通將更為便捷。大嶼山會成為通往世界和連接其它大灣區城市的「雙門戶」 。「明日大嶼願景」可透過興建新的主要運輸走廊，連接屯門沿海地帶、北大嶼山、中部水域人工島和港島北傳統商業中心，從而拉近赤鱲角機場與香港島的距離，鞏固大嶼山的「雙門戶」角色，有助新界西部經濟走廊的形成。
根據香港政府發展局及土木工程拓展署刊發的「明日大嶼」宣傳小冊子，東大嶼都會連同香港國際機場的三跑道系統、物流中心、航天城發展項目、亞洲國際博覽館未來發展，以及位於港珠澳大橋香港口岸人工島的擬議上蓋發展計劃，將協助香港國際機場發展成為連接粵港澳大灣區以至全世界的機場城市，鞏固及提升香港國際商貿中心地位。另外，亦促進東涌新市鎮擴展計劃的發展步伐，提供逾80萬平方米的商業樓面空間，作地區辦公室樞紐、零售和酒店發展用途，創造約4萬個就業職位。而在交椅洲人工島發展的第三個核心商業區，將提供約400萬平方米商業／寫字樓樓面總面積。政府預期整個中部水域人工島可創造約34萬個就業職位。
根據地產物業代理「東涌物業」指出，擬建的東大嶼都會將會成為香港第三個核心商業區，除了能夠促進整體香港經濟發展，亦能夠為社區提供就業機會。此外，東大嶼都會將可以與港珠澳大橋香港口岸人工島上的商業發展、機場北商業區、北大嶼山新市鎮的擴展計劃，以及在欣澳和小蠔灣填海建議等發展計劃，產生協同效應，促使大嶼山的發展更具規模，發揮更大及持續的經濟效益，提升香港、特別是在珠江三角洲中的競爭力，並且增加大嶼山的整體商業、就業機會及促進地區發展。

## 交通運輸
東大嶼都會預計將會由隧道、大橋以及鐵路連接至香港不同地方，包括港島西、西九龍、北大嶼山等，惟由於發展仍屬初步概念，詳細的交通基建連接尚待確認。土木工程拓展署於2015年7月13日，東大嶼都會仍在倡議階段的情況下，展開了「連接堅尼地城與東大嶼都會的運輸基建技術性研究」。研究報告於2017年12月發佈，當中顯示可興建離岸公路直接往堅尼地城外的西面新建道路，或使用內陸路線穿過堅尼地城及摩星嶺；鐵路運輸方面則可延伸現有港島線或興建新鐵路線接駁港島線。但相關的公路基建需在堅尼地城作永久填海以補償貨物裝卸區之泊位，西環碼頭及周邊海濱用地的公共空間更會永久消失。
另一方面，為應付新界西北的人口及交通需求增長，及為大嶼山提供除青馬大橋多一項對外陸路交通選擇，政府於2017年啟動11號幹線的研究。建議中的11號幹線連接北大嶼山及元朗，走線跟昔日的10號幹線北段類似，故此曾經有質疑指11號幹線研究跟東大嶼都會之交通基建有所關聯。政府當局於2017年12月13日的工務小組會議上承認十一號幹線之研究會探討接駁市區的可能性，包括連接青衣、九龍及港島。
而根據最新的「明日大嶼」計劃內容，項目提倡交通運輸基建先行。發展概念中會設策略性道路及鐵路網絡，包括連接屯門沿海各地區及交椅洲人工島的西部海岸鐵路、連接交椅洲及欣澳的鐵路、交椅洲及大嶼山連接路、連接交椅洲及香港島的道路和鐵路，以及推展一條與北大嶼山公路並行的P1高速公路和改善位於屯門西南部龍門路。上述工程，特別是新建的運輸走廊可望紓緩現時西鐵綫和屯門公路繁忙時段的擠逼情況。 

## 爭議
東大嶼都會的計劃龐大，引起不少爭議。前天文台台長林超英表示東大嶼都會的填海範圍太大，會影響香港天然海岸線，認為政府應該先行發展天水圍新市鎮和元朗南一帶的棕土及粉嶺高爾夫球場等地方。他質疑香港根本不是無土地，只是香港政府不使用。本地智庫團結香港基金則指出，在中部水域進行大規模填海可一次過提供大面積平整土地。而棕地和改劃地等選項提供的土地則較為零碎，難以作整全規劃，且並未增加新的土地。因此，大規模填海帶來的寬廣平整土地，可方便推行前瞻性措施及創新方案，令我們有機會重新構想塑造香港未來的發展，預早為香港未來三十至五十年妥善籌劃。
民間研究網絡本土研究社成員陳劍青指「團結香港基金方案」表面上是民間方案，實情為政府方案做勢。當「基金」提出一個2,200公頃的人工島計劃，將比政府提出的約1,000公頃的計劃更進取，會令坊間誤以為政府方案温和，目的在「合理化」政府方案。他質疑當中牽涉大量工程利益，基金的理事、顧問大多是發展商的代言人（團結香港基金副主席包括新世界發展主席鄭家純、行政會議召集人陳智思等；理事包括信和集團主席黃志祥、世茂集團主席許榮茂、恒基兆業地產集團副主席李家傑、前行政會議成員召集人林煥光、前律政司司長梁愛詩等人），難免有「自己益自己」（私相授受）之嫌。此外，「基金」指2,200公頃的人工島可在2029年落成，比政府約1,000公頃方案早一年落成，並不合理。成本方面，「基金」亦高估其他土地發展計劃的成本，生成假象。人口方面，「基金」提出東大嶼都會可以容納110萬人，遠超香港人口增長預期，有關規劃不合實際需要，卻耗費大量公帑。他同時指出，「基金」指東大嶼都會乃為實現「大灣區一小時生活圈」，不為解決香港人的住屋需要，只為支持與大灣區融合，以及造地引進中國大陸專才和炒賣行為。
而香港政府現時坐擁的龐大財政盈餘預料會因為龐大的養老開支、醫療開支及稅收減少而於未來數十年逐步回落，甚至出現虧損。而投資建設人工島幾乎等於耗盡盈餘，更未估算維持人工島的維護開支。
香港測量師學會產業測量組主席趙錦權表示，預料屆時人工島住宅賣地呎價將達9,000至一萬元；商業用地則為8,000至一萬元。他解釋，預計賣地時當局的配套及規劃尚未完成，加上公營房屋比例較高，發展商難以做到「高檔次」發展，故呎價相對較低。根據新的公私營房屋比例，預料「明日大嶼」下的住宅土地，同樣會有七成劃作公營房屋，三成撥出私樓發展。按此推算，根據政府就交椅洲人工島的規劃，若連計約400萬平方米商業或寫字樓的樓面面積的商業用地，預料交椅洲人工島可於10至20年內，為政府庫房帶來9,700至11,400億元的賣地收入。
另外，香港大學房地產及建設系系主任兼講座教授鄒廣榮指出，人工島為香港增加的土地儲備，亦有利於增加政府收地時的談判籌碼。政府必須有大量土儲作為談判條件，不然土地持有人可以「吊高來賣」，倘有「明日大嶼」的土地作後盾，收地必更為順暢。
另外，政府間氣候變化專門委員會（IPCC）的報告指出，本世紀末海平面將會上升超過4－5米，而人工島本身只離海圖基準面約2－3米。儘管政府在環評報告聲稱已經考慮氣候變化因素，而人工島的水平高度亦因此而訂定。但根據土木工程拓展署的數據，交椅洲附近水域在08－09年風季期間，水位已經超過5米。基於上述兩項因素，人工島會很大機會在本世紀遭淹沒，政府亦無力維護人工島。但土木工程顧問公司奧雅納董事劉偉棠表示，當颱風或熱帶氣旋在香港以外形成並掠過香港時，在海面會產生巨浪，產生的巨浪可從較遠的海面湧入本港水域。由於大部分颱風是由香港南面從東至西掠過，湧浪會由東面、東南面湧入香港水域，東面來的湧浪會被香港島和南丫島阻隔，能進入中部水域的湧浪能力已大大削弱。從東南面或南面來的湧浪，香港水域外的擔桿列島一字排開成為一條天然防波堤，將湧浪衍射（diffract），大大減低了湧浪到港水域時的威力。
美國明尼蘇達大學電機工程博士、獨立管理顧問及民間土地資源專家組成員任憲邦指出，根據統計處的估計，香港人口將於2043年達到高峰的822萬，到2064年將回落至781萬，故此東大嶼都會在2040年代落成之時，香港的人口和住戶總數都在下跌，東大嶼都會卻平白為香港新增可容納70萬人或26萬戶（平均每戶2.7人）的住屋供應。有團體亦質疑，東大嶼都會牽涉多項工程，包括填海、道路基建、電訊網絡、電力、供水、天然氣、污水設施等，估算最終造價將逾四千億港元，為香港財政帶來沉重負擔。本土研究社同時又指責利基控股主席及路勁基建的主席單偉彪以專家或工程界人士身份多次發表支持「基金」方案言論，而事實上利基控股本身大量接洽填海及基建工程，例如三跑道系統發展方案、東涌新市鎮擴展填海工程、廣深港高鐵香港段牛潭尾至大江埔隧道、沙中綫及中環灣仔繞道等，並在大灣區經營房地產項目。單偉彪更提及填海每呎只需500－900港元，但其引用之例子如東涌填海工程帶誤導成份，未有計及修渠、排水進水口等基礎建設、緩解環境影響措施以及工程顧問費，實際上填海呎價應達1,465港元。環保團體環保觸覺亦反對「基金」方案，其批評「基金」副總幹事兼政策研究院主黃元山所指的填海造價為3,200億港元，然而研究報告卻指出「基金」方案需興建三條公路及三條鐵路連接人工島，至少需2,800億港元，合共耗資港幣6千億元公帑。同時指斥「基金」方案乃政治任務，「基金」乃由地產商和親共人士組成，並非為香港青年及沒自置居所者緩解房屋需要，亦進一步破壞香港海洋生態。
投資銀行摩根士丹利董事總經理譚楚翹則認為，2017年香港的本地生產總值為26600億元，與新加坡差不多。假設項目成本為5000億元，其佔香港本地生產總值少於20%。由於投資攤分15年，因此在此期間每年不到本地生產總值的1.5%。相比之下，當年興建赤臘角機場及其他玫瑰園基建的時候，由於1989年香港的本地生產總值約為5000億元，投資玫瑰園的1550億元已佔當年本地生產總值的31%。30年過去，如今香港的經濟已增長超過五倍，所以「明日大嶼」對今天香港的經濟規模來說是絕對可行的。事實上，該項目將促進本地經濟增長，在建設階段每年將為香港增加1至1.5%的本地生產總值。
2018年11月6日，民主思路聯席召集人宋恩榮、團結香港基金王於漸等八所大專院校38位經濟學者聯署表示，經初步的成本效益分析，他們認為計及賣地收入、經濟收益及社會效益，發展計劃是「上佳的社會投資」，支持發展計劃。認為社會現時有「不少是立場先行」、「流於煽動民情的民粹政治操作」的聲音。人工島填海計劃能透過賣地帶來財政收入，同時能疏導新界西與市區之間的交通和減輕三條過海隧道負荷。
合和實業主席胡應湘也表示，施政報告提出填海1700公頃設立東大嶼都會，以35%土地用作住宅、地積比四倍、公私營樓宇七三比推算，單以地價，政府已可賺取7735億元收入，成本只需2200億元。
此外，政府於2016年初進行「大嶼山發展」公眾參與活動時，委託樹仁大學所作的調查，亦顯示有51.2％市民反對「進行研究，探討發展東大嶼山都會及利用人工島發展新的核心商業區」，反映東大嶼都會發展仍未有取得社會充分的共識。在2016年5月，時任全國人民代表大會委員長張德江訪港期間，政府向其展示了一個清楚顯示東大嶼都會輪廓的模型，但該模型在此前的公眾參與活動期間並無向公眾展示。時任發展局局長陳茂波雖表示該模型只用以輔助說明大嶼山發展概念，並非定案，但仍然引起公眾非議，質疑當局於諮詢時隱瞞有關發展的實際內容。
2018年5月，團結香港基金公佈委託香港中文大學香港亞太研究所就香港市民對覓地建屋看法的最新民意調查。結果顯示，逾六成受訪者認為，香港需要開闢沙田新市鎮般大的新市鎮，以改善居住環境及支持香港長遠發展。對於覓地方法，45.3%受訪市民贊成維港以外恢復大型填海計劃，比反對的市民多出11.4個百分點。另外，對於政府計劃在大嶼山東面水域興建人工島，調查就顯示，有46%受訪者表示贊成，反對的佔24.9%。
2018年8月，團結香港基金公佈委託香港中文大學香港亞太研究所有關上述相同問題於7月至8月建進行的最新民意調查。此次調查結果與5月份的結果相比，贊成維港以外恢復大型填海計劃的市民佔比由45.3%升至46.8%，比反對的市民多15.7%，較5月份公眾對維港以外填海的凈支持度11.4%上升4.3%。而被問及對政府在大嶼山東面興建人工島的看法時，贊成的市民就佔48.6%，不贊成的市民就佔22.8%，凈支持度達25.8%，較上次調查中21.1%的凈支持度上升了4.7%。上述調查結果反映社會對於維港外填海及東大嶼人工島的支持度有上升趨勢。
2018年11月，公民黨進行民意調查，透過固網電話訪問逾3000名市民，其中58%的受訪者，擔心或十分擔心倘項目耗資5000億至1萬億元，會耗盡政府財政儲備。同時，調查顯示在東大嶼填海、取消丁權、收回高爾夫球場等5個土地供應選項中，僅13%受訪者認為東大嶼填海最能短期內增加土地房屋供應。
2018年12月，香港經濟民生聯盟公佈委託香港民意調查中心就市民對於在大嶼山東部填海的意見調查。結果顯示，60.1%受訪市民非常贊成或贊成於大嶼山東部填海以增加土地供應，比不贊成或非常不贊成市民多出24.9個百分點。另外，有高達86.2%的受訪者認為本港房屋供應不足、居住環境差與香港土地短缺非常有關係或有點關係。但問卷問題未有使用「明日大嶼」或「東大嶼都會」字眼，亦未有提及成本，成員之一的盧偉國指如問卷詢問市民是否支持「明日大嶼」或會「政治化」，得出的結論或有偏頗，經民聯認為無須為字眼糾纏，今次是以「務實」的態度進行調查，又稱不應因「數字」而離開主題。 
2018年12月，土地供應專責小組發佈報告，其中問卷和電話調查的結果顯示分別有62%和58%的受訪者認為應該發展東大嶼都會，支持度在各中長期選項中排名靠前。而被進一步問及為滿足最少1200公頃土地短缺而應發展的選項時，問卷和電話調查中支持發展東大嶼都會的市民比例分別升至78%和68%。
2023年4月，發展局指經多個渠道收到約7800份公眾意見，約六成表示支持，認為有助增加土地供應、完善策略運輸網絡，並認為建議填海範圍及三島設計，已考慮環境及工程可行性等相關因素。反對項目的意見佔約兩成半，主要關注人工島對環境生態及公共財政的影響，餘下約一成半並沒有明顯立場。當局又總結約110份有表達立場的報章專欄及社評，支持及反對項目的意見約六四比，反對意見主要關注人工島對環境生態及公共財政的影響。發展局局長甯漢豪稱政府接觸面廣，反對聲音有參考價值，會整理好公眾意見，但指「現時不應再停留在辯論做與不做，而是如何把它做好。」環保組織綠色和平不同意當局鬼祟及被動地諮詢；又指把意見書隨便量化以硬推項目是違背民意，「令大家覺得支持是香港主流民意，但事實上，這六成人純粹代表全港七百萬人，只有四千多人支持」，指局方舉行的33次簡介會中，32次均為專業學會、商會、發展商或官方的諮詢架構，全無市⺠參與，「令人質疑當局有意迴避聆聽大眾意見」，並指當局預留1100萬元進行為期三個月的公眾諮詢，但意見書數量比往年大幅下降， 希望政府抛開前設，虛心聆聽意見。

## 相關參見
- 明日大嶼願景，由東大嶼都會衍生之大規模發展計劃，由林鄭月娥發表的《2018年度香港行政長官施政報告》提出
- 香港國際機場2030規劃大綱
- 大嶼山發展諮詢委員會
- 香港土地供應
  - 香港填海工程